# SG Sacavenense
SG Sacavenense, właśc. Sport Grupo Sacavenense – portugalski klub piłkarski z siedzibą w Sacavém.

## Historia
Klub został założony w 1910. W swojej historii rozegrał 25 sezonów na poziomie drugiej ligi (w latach 1939–1943, 1944–1947, 1958–1959, 1960–1964, 1971–1974, 1978–1984 oraz 1985–1989).

## Reprezentanci kraju grający w klubie
stan na listopad 2023
|  | - Gang Wang - Ailton - Ibraime Cassamá - Cipriano Có - Iaquinta - Mokas - Pedro Espinha - Vítor Godinho - António Nogueira |  | - Fábio Arcanjo - Carlos Bebé - Nuno Borges - Sténio dos Santos - Patrick Edema - Charles Monteiro - Joel Neves - Zé Carlos Semedo |